# Condado de Campo-Giro
El condado de Campo-Giro es un título nobiliario español creado el 27 de abril de 1797 por el rey Carlos IV a favor de Francisco Antonio Campo y Alonso, destacada personalidad de Santander.

## Condes de Campo-Giro
|                        | Titular                                     | Periodo                |
| Creación por Carlos IV | Creación por Carlos IV                      | Creación por Carlos IV |
| ---------------------- | ------------------------------------------- | ---------------------- |
| I                      | Francisco Antonio Campo y Alonso            | 1797-                  |
| II                     | Juan López de Ceballos del Hoyo y del Campo | ? - 1892               |
| III                    | Venancio López de Ceballos y Aguirre        | 1892-1916              |
| IV                     | Gonzalo López de Ceballos y Ulloa           | 1916-1960              |
| V                      | Carlos López de Ceballos y Eraso            | 1960-2009              |
| VI                     | Gonzalo López de Ceballos y Lafarga         | 2009-actual titular    |

## Historia de los Condes de Campo-Giro
- Francisco Antonio Campo y Alonso, i conde de Campo-Giro. Le sucedió su sobrino:

- Juan López de Ceballos del Hoyo y del Campo, ii conde de Campo-Giro.

1. Casó con Gertrudis de la Sota y Lastra, hermana del creado conde de la Sota y Lastra (pontificio), Pío de la Sota y Lastra, sin descendencia a quien le sucedió su sobrina Isabel López de Ceballos y de la Sota. Le sucedió, en 1892, su nieto:

- Venancio López de Ceballos y Aguirre (1856-1916), iii conde de Campo-Giro.

1. Casó con Carolina de Ulloa y Calderón Ortega-Montañés y Vasco, hija de José María de Ulloa y Ortega-Montañés, viii marqués de Castro Serna. Le sucedió su hijo:

- Gonzalo López de Ceballos y Ulloa (1900-1960), iv conde de Campo-Giro, i conde de Peñacastillo.

1. Casó con Leonor de Eraso y López de Ceballos. Le sucedió su hijo:

- Carlos López de Ceballos y Eraso (1921-.), v conde de Campo-Giro, ii conde de Peñacastillo.

1. Casó con Teresa Lafarga y Peyrona. Le sucedió su hijo:

- Gonzalo López de Ceballos y Lafarga, vi conde de Campo-Giro, iii conde de Peñacastillo.

1. Casó con María de las Nieves Velarde Enjuto.